# 江英彦
江英彦（1926年5月—），男，台湾桃园人，中国高分子化学家，曾任第六、七、八届全国政协委员。长子江光杰（1955年－）也是一名化学家。